# Fred Rodewald
Pour les articles homonymes, voir Rodewald.
Frederick Charles Rodewald, dit Fred Rodewald, né à Hanovre en 1905 et décédé en 1955, est un peintre et illustrateur américain.

## Œuvres

### Galerie

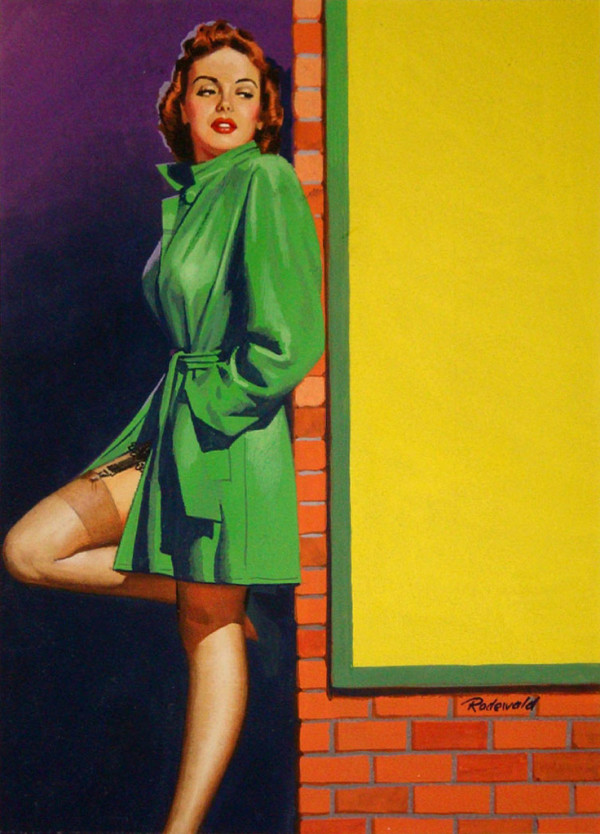
Pay For My Kiss, 1949
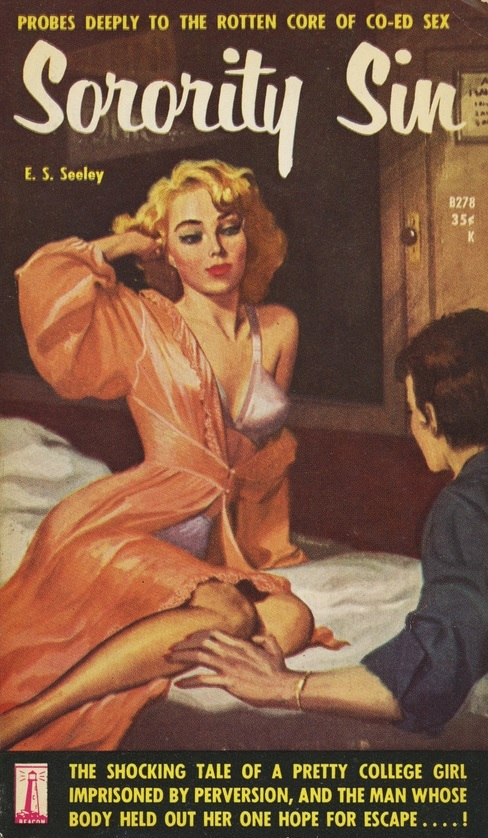
Sorority Sin, 1959